# Cercidas
Cercidas de Mégalopolis (en grec ancien et grec moderne : Κερκιδᾰς) était un poète, un philosophe et un législateur antique (IIIe siècle av. J.-C.). Il est mentionné par Athénée de Naucratis au Livre VIII du Banquet des Deipnosophistes et Jean Stobée. Élien raconte que Cercidas mourut en exprimant son espoir d’être auprès du philosophe Pythagore, de l’historien Hécatée, du musicien Olympos, et du poète Homère, ce qui montre clairement l’estime qu’il avait pour ces quatre disciplines.

## Le poète
Cercidas est l'auteur d'ïambes et de mélïambes (il figure dans les Poetae lyrici Graeci de Bergck). 
Pensant à sa mort, il a demandé que le premier et le second chant de L’Iliade soient enterrés avec lui. 
Un rouleau de papyrus contenant des fragments de sept de ses poèmes fut découvert à Oxyrhynque en 1906.

## Le philosophe
Cercidas fut un philosophe cynique. Admirateur de Diogène de Sinope, il évoque la mort de ce grand cynique dans ses Poésies Mimiambes. 

## Le législateur
Cercidas fut un législateur important de Mégalopolis, sa ville natale. 

## Sources
- Diogène Laërce, Vies, doctrines et sentences des philosophes illustres [détail des éditions] (lire en ligne) (VI, 76)
- Élien, Histoires variées [lire en ligne] (XIII, 20)
- Athénée, Deipnosophistes [détail des éditions] (lire en ligne) (Livre VIII)
- Maurice Croiset. "Kerkidas de Mégalopolis" [The Oxyrynchus Papyri, part. VIII. no 1082, Cercidas, Metiambi]. In: Journal des savants. 9e an., novembre 1911. p. 481-493. (http://www.persee.fr/web/revues/home/prescript/article/jds_0021-8103_1911_num_9_11_3803)